# Baptisten auf den Turks- und Caicosinseln
Die Anfänge der Baptisten auf den Turks- und Caicosinseln gehen auf die 1830er Jahre zurück. Sie sind eng verbunden mit Sharper Morris, einem freigelassenen Sklaven aus den Vereinigten Staaten von Nordamerika. Die meisten baptistischen Gemeinden gehören heute zur Turks and Caicos Islands Baptist Union Inc. Gemeinsam mit weiteren unabhängigen Gemeinden und Gemeindeverbänden bilden sie die größte Konfessionsfamilie des britischen Überseegebiets Turks and Caicos.

## Geschichte
Im Jahr 1830 kam Sharper Morris, ein ehemaliger Sklave aus Süd-Carolina und baptistischer Diakon, auf die Insel Grand Turk, um die dortigen christlichen Sklaven bei ihrem Kampf um Religionsfreiheit zu unterstützen. Ihnen war es nämlich verboten, eigene unabhängige Gottesdienste und andere religiöse Zusammenkünfte abzuhalten. Dabei ging es dem größten Teil der weißen Sklavenhalter nicht so sehr darum, ihren Leibeigenen Informationen über den christlichen Glauben zu verweigern; ihre Besorgnis war, dass bei unabhängigen Gottesdiensten der Schwarzen die theologischen Ansichten der sogenannten dissenters sich unter den Sklaven ausbreiten könnten. Morris hatte bereits ab 1790 zusammen mit den ebenfalls freigelassenen Sklaven Prince Williams, Sambo (Moses) Scriven sowie Papa Amos missionarisch auf den Bahamas gewirkt und dabei in Nassau erste Baptistengemeinden gegründet. Sharper Morris kam also bereits im fortgeschrittenen Alter auf die Grand Turk-Insel und begann sofort nach seiner Ankunft mit einer intensiven Evangelisationsarbeit. Er taufte im Anschluss daran 51 afroamerikanische Bewohner der Insel, mit denen er eine erste (allerdings informelle) Baptistengemeinde auf den Turks und Caicosinseln gründete. Damit sich die junge Gemeinde nicht im Geheimen versammeln musste, worauf seitens der Verwaltung empfindliche Strafen standen, initiierte Morris eine „fund-raising“-Aktion, die genügend Geld einbrachte, um davon ein geeignetes Kirchengrundstück auf Grand Turk zu kaufen. Eine ältere Dame finanzierte das entsprechende Gebäude.
Sharper Morris nahm 1833/34 Kontakt zur britischen Baptist Missionary Society (BMS) auf und stellte den Antrag, geeignete weiße Missionare auf die Inseln zu senden. Die Gemeindemitglieder hatten diesem Antrag mehrheitlich zugestimmt. Eine Minderheit unter Führung des bereits erwähnten Prince Williams, der inzwischen auch auf Grand Turks angekommen war, lehnte einen weißen Pastor entschieden ab. Sie trennte sich von Morris und gründeten in der Nachbarschaft eine zweite Gemeinde. Es sollte Jahre dauern, bis die beiden Gemeinden sich wieder versöhnten. Ebenezer Quant (1811–1870) und Ehefrau begannen 1835 im Auftrag der BMS ihren Dienst als Missionare auf den Turks- und Caicosinseln. Sie sorgten unter anderem für eine offizielle Gemeindesatzung und konstituierten mit 17 Gründungsmitgliedern die Baptist Church on Grand Turk. Als die Quants nach sechs Jahren ihr Missionsgebiet verließen, hatten sie durch ihr organisatorisches Talent die Grundlagen für eine weitere Ausbreitung der baptistischen Bewegung geschaffen. In den folgenden Jahren entstanden unter anderem mit Hilfe jamaikanischer Baptisten auch auf den anderen Inseln neue Gemeinden.
J.Henry Pusey, der als BMS-Missionar von 1880 bis 1910 auf den Turks- und Caicosinseln wirkte, führte die entstandenen Gemeinden in organisatorischer Hinsicht als Turks and Caicos Baptist Union zusammen. Pusey, der auch ein mehrfach aufgelegtes Handbuch zu den Turks & Caicos verfasste sowie ein Erdkundebuch für den Schulunterricht herausgegeben hat, sorgte für eine starke Führung der Union, indem er jeweils den dienstältesten Diakonen der Gemeinden Leitungsverantwortung übertrug. 1892 übertrug die BMS die Missionsarbeit an die Jamaika Baptist Mission. Ziel war es, in einem vierjährigen Prozess die Verselbständigung der Turks- und Caicos-Baptisten zu begleiten. Bis heute gibt es zwischen ihnen und dem jamaikanischen Baptistenbund eine enge Kooperation.
In den 1980er Jahren war es die US-amerikanische Southern Baptist Convention, die Missionare auf die Inseln sandte und umfangreiche Schulungsangebote für Mitarbeiter in Gemeindeleitung, Verwaltung und Sonntagsschularbeit anboten. Die Turks and Caicos Baptist Union gehört (TCBU) seit 2013 zum 1905 gegründeten Baptistischen Weltbund und – bereits vorher – zu dessen Regionalverband Caribbean Baptist Fellowship.

## Statistik
Im Jahr 2021 gehörten zur TCBU 13 Gemeinden mit insgesamt 612 gläubig getauften Mitgliedern. Der Sitz des Gemeindebundes befindet sich auf der Insel Providenciales.
Neben der TCBU existieren auf den Inseln weitere baptistische Zusammenschlüsse, so zum Beispiel die Baptist International Missions (BIMI) und andere vom Baptistischen Weltbund unabhängige Netzwerke und Gemeinden.